# Sant Joan de Montanissell
Sant Joan de Montanissell és una església protegida com a bé cultural d'interès local del nucli de població de Montanissell dins del municipi de Coll de Nargó (Alt Urgell).

## Descripció
Edifici d'una sola nau de murs lleugerament convergents, encapçalat per un absis semicircular obert al costat de llevant, el qual s'uneix directament a la nau sense que hi hagi cap plec de reducció entre tots dos elements arquitectònics, diferenciats només per les mides de la nau, lleugerament més ample que l'absis.
La nau és coberta amb una volta de canó lleugerament apuntada, reforçada per dos arcs torals que es recolzen en uns ressalts encastats als murs perimetrals; l'absis, atès el seu perímetre semicircular, accepta una volta de quart d'esfera. Exteriorment la nau presenta una coberta de pissarra de doble vessant.
L'església és il·luminada per quatre finestres, de les quals només dues (la del centre de l'absis i la del mur meridional) semblen originals. Aquestes, d'idèntiques característiques, s'obren amb doble esqueixada i són rematades amb arcs de mig punt, fetes amb dovelles de pedra tosca. Les dues restants, refetes, són espitlleres i s'obren al mur de ponent i a l'inici del mur meridional, a frec de l'absis.
La porta, rematada amb un simple arc de mig punt adovellat, fet, com els arcs de les finestres, amb pedra tosca, dona entrada a la capella al capdavall del mur meridional.
D'altra banda, el mur de ponent és coronat amb un petit campanar d'espadanya d'una sola obertura, refet posteriorment. Els paraments presenten un fris continu d'arcuacions sobre petites mènsules que circumda la part superior de l'absis, sota el ràfec de la teulada. L'aparell és de blocs de pedra tosca, més ben escairats a les cantonades. L'edifici és reforçat per un contrafort construït per salvar la integritat de l'edifici.
A l'interior de l'edifici hi ha dos suports de llàntia, de fusta, a l'arc toral més proper a l'absis. Als peus hi ha un cor de fusta que porta la data 1571. La nau i l'absis presenten un arrebossat força malmès a causa de les humitats. Malgrat la decoració llombarda que hi ha a la capçalera, els estudiosos Francesc Junyent i Alexandre Mazcuñán, afirmen que l'església de Sant Joan de Montanissell és una obra que es pot datar al segle xii.
Cap a 1990 es va dur a terme una restauració consistent a substituir la coberta de llosa per una nova teulada a base de llosetes de pissarra i a reconstruir part de la volta de l'absis.

## Història
La parròquia de Montanissell és esmentada a l'acta de consagració de la Catedral de la Seu d'Urgell, de la segona meitat del segle x. El lloc de Montangocello és un dels indrets permutats l'any 988 pel comte Borrell, la seva muller i el seu fill amb el bisbe Sala i els canonges de Santa Maria de la Seu d'Urgell, a canvi de certes esglésies situades al Berguedà i al Ripollès.
El castell de Montanissell és documentat l'any 996; el bisbe hi tenia propietats. En la butlla del papa Silvestre II, expedida l'any 1001 a petició del bisbe Sala, es confirma la propietat de Santa Maria de la Seu sobre la vila de Montanicello, confirmació que es repetiria en la butlla de Benet VIII del 1012. Montanissell és novament esmentat en un document del 1036, com a límit per llevant de sallent; i en una donació de 1100, com a límit septentrional del terme de Nargó.
Fins fa poc, s'havia identificat el topònim de Montanione amb el terme de Montanissell, vinculant-lo amb Arnau Mir de Tost. L'any 1253 Roger IV, comte de Foix i vescomte de Castellbò, comprà els drets que C. de Sallent tenia sobre el castell i el lloc de Montanissell, i l'integrà al vescomtat. A l'Spill manifest de totes les coses del vescomtat de Castellbó, de l'any 1519, Montanisell, juntament amb Sallent, formaven una batllia del quarter d'Organyà. Actualment, el terme de Montanissell comprèn, a més, l'antic poble de Sallent, Valldarques, Pera-rua i les caseries dels Prats i Estremós i l'antic terme de Fenollet.
En un document datat entre el 1040 i el 1060, apareixen esmentats els altars de Sant Climent i Sant Joan a la vall de Nargó. El primer es correspon a l'església de Coll de Nargó. Pel que fa al segon, hi ha la possibilitat, no gaire fonamentada, que fes referència a Sant Joan de Montanissell. En el llibre de la dècima de la diócesi d'Urgell del 1391, el capellà de Montanissell consta dins del deganat d'Urgellet. El 1758 tenia com a sufragània l'església de Sant Andreu de Sallent. Actualment està supeditada a la parròquia d'Organyà.